# معدن سمرة
معدن سمرة أو معدن الكوكبة هو منجم للفضة يقع جنوب الدوادمي بحوالي 14 كيلو متر من منطقة الرياض ويعود تاريخ التنقيب فيه إلى أواخر العصر الأموي وبدايات الدولة العباسية.

## نبذة
وصف الحسن بن محمد موقع الكوكبة في كتابه بلاد العرب قائلًا: الكوكبة من وراء العيصان على مسيرة يوم وليلة وهو على راس جبل كان منقوباً فيه باب لبني نمير وهو معدن (منجم) فضة وإنما سميت الكوكبة لأن رجلا مر فاذا هو بفضة شبه الكوكب فحفروها فانشعبوا فيها حتى كان يدخل فيها نحو مائة رجل من مدخل واحد فينشعب كل واحد منهم في معمل لا يراه صاحبه وهي لنُمير متاخمة لأرض بني كلاب.

## وصلات خارجية
- دراسة لمعدن سمرة من قبل هيئة المساحة الأمريكية.